# Temporada 1967-68 de la ABA
La Temporada 1967-68 de la ABA fue la temporada inaugural de la American Basketball Association. Tomaron parte 11 equipos divididos en dos conferencias, disputando una fase regular de 78 partidos cada uno. Los primeros campeones fueron los Pittsburgh Pipers que derrotaron en las Finales a los New Orleans Buccaneers.

## Equipos participantes
- Anaheim Amigos
- Dallas Chaparrals
- Denver Rockets
- Houston Mavericks
- Indiana Pacers
- Kentucky Colonels
- Minnesota Muskies
- New Jersey Americans
- New Orleans Buccaneers
- Oakland Oaks
- Pittsburgh Pipers

## Clasificaciones finales
| Equipo               | G  | P  | %    | PV |
| -------------------- | -- | -- | ---- | -- |
| Pittsburgh Pipers    | 54 | 24 | 69,2 | -  |
| Minnesota Muskies    | 50 | 28 | 64,1 | 4  |
| Indiana Pacers       | 38 | 40 | 48,7 | 16 |
| Kentucky Colonels    | 36 | 42 | 46,2 | 18 |
| New Jersey Americans | 36 | 42 | 46,2 | 18 |

| Equipo                 | G  | P  | %    | PV |
| ---------------------- | -- | -- | ---- | -- |
| New Orleans Buccaneers | 48 | 30 | 61,5 | -  |
| Dallas Chaparrals      | 46 | 32 | 59,0 | 2  |
| Denver Rockets         | 45 | 33 | 57,7 | 3  |
| Houston Mavericks      | 29 | 49 | 37,2 | 19 |
| Anaheim Amigos         | 25 | 53 | 32,1 | 23 |
| Oakland Oaks           | 22 | 56 | 28,2 | 26 |

## Estadísticas
| Categoría                    | Jugador            | Equipo                 | Prom. |
| ---------------------------- | ------------------ | ---------------------- | ----- |
| Puntos por partido           | Connie Hawkins     | Pittsburgh Pipers      | 26,8  |
| Rebotes por partido          | Mel Daniels        | Minnesota Muskies      | 15,6  |
| Asistencias por partido      | Larry Brown        | New Orleans Buccaneers | 6,5   |
| Porcentaje de tiros de campo | Trooper Washington | Pittsburgh Pipers      | 52,3  |
| Porcentaje de tiros libres   | Charles Beasley    | Dallas Chaparrals      | 87,2  |
| Porcentaje de tiros de 3     | Steve Jones        | Oakland Oaks           | 42,6  |

## Premios de la ABA
- MVP de la temporada: Connie Hawkins, Pittsburgh Pipers
- Rookie del año: Mel Daniels, Minnesota Muskies
- Entrenador del año: Vince Cazzetta, Pittsburgh Pipers
- MVP de los Playoffs: Connie Hawkins, Pittsburgh Pipers
- Mejor quinteto de la temporada:
  - Connie Hawkins, Pittsburgh Pipers
  - Doug Moe, New Orleans Buccaneers
  - Mel Daniels, Minnesota Muskies
  - Larry Jones, Denver Rockets
  - Charles Williams, Pittsburgh Pipers
- 2º mejor quinteto de temporada:
  - Roger Brown, Indiana Pacers
  - John Beasley, Dallas Chaparrals
  - Cincinnatus Powell, Dallas Chaparrals
  - Louie Dampier, Kentucky Colonels
  - Larry Brown, New Orleans Buccaneers
- Mejor quinteto de rookies:
  - Bob Netolicky, Indiana Pacers
  - Trooper Washington, Pittsburgh Pipers
  - Mel Daniels, Minnesota Muskies
  - Jimmy Jones, New Orleans Buccaneers
  - Louie Dampier, Kentucky Colonels